# Khoutir Nadia
Le musée-réserve d'État de Karpenko-Karyi Khoutir Nadia est un site historique national d'Ukraine établi sur un territoire ayant appartenu à Ivan Karpenko-Kary, dramaturge et figure théâtrale de la fin du 19e au début du 20e siècle.
Ce petit complexe est situé à 29 km à l'ouest de Kropyvnytskyï (anciens Kirovohrad, Yelizavetgrad, Lyzavethrad) dans le village de Mykolaïvka et non loin de la grande E50.

## Historique

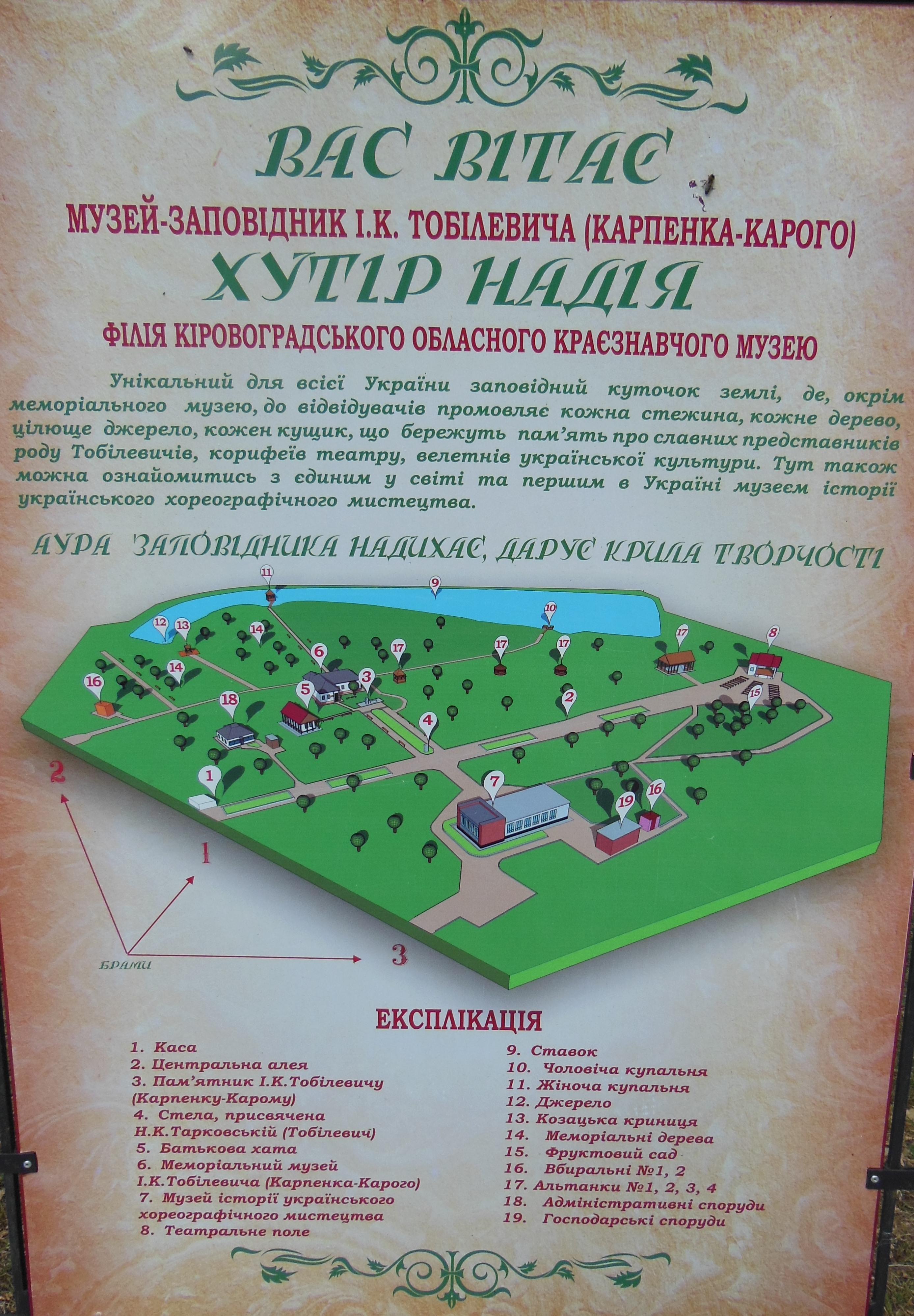
Plan de la réserve.

### Les débuts
Le domaine lui-même a été fondé en 1871 par le père du dramaturge Karpo Tobilevych et nommé en l'honneur de sa femme Nadiya Tarkovska,. Plus tard, Karpenko-Karyi a choisi ce domaine comme résidence permanente.
Au début, la famille Tobilevych gardait le domaine comme une modeste ferme privée. C'est à partir de cette époque que la "Cabane du Père" et l'ancien puits Tchoumak sont conservés. Après son retour de trois ans d'exil politique au printemps 1887, Ivan Karpenko-Karyi s'installe à la ferme et décide d'en faire un coin de nature pittoresque - selon ses propres mots "une oasis dans le désert".

### L'époque soviétique
Le Khoutir Nadia a été déclaré musée de réserve d'État en 1956. Depuis lors, l'institution est détenue par le musée régional de Kirovohrad. De nombreuses personnalités de la culture ukrainienne ont célébré son caractère unique, notamment Yuri Yanovsky, Petro Panch (en), Oles Hontchar et Alexander Korneichuk.
En 1982, avant le 100e anniversaire des sommités du théâtre ukrainien, ils ont restauré le théâtre qui avait été détruit en 1944. À la veille de célébrer le 150e anniversaire du dramaturge, une nouvelle exposition théâtrale et littéraire et commémorative a été ouverte.

## Notabilité théâtrale
Tobilevitch a écrit 11 de ses 18 pièces à Khoutir Nadia dont "Sto tyciach" ("Cent mille"), "Hazyain" ("Maître"), le drame historique "Sava Chaly", "Gandzya" et d'autres.
À plusieurs reprises, Mykola Sadovsky (uk), Panas Saksahansky (uk) et Mariia Sadovska-Barilotti ont également vécu dans le manoir. Parmi les visiteurs figuraient les artistes Zanjkovetska, Marko Kropyvnytsky, Starytsky et de nombreuses autres personnalités théâtrales, écrivains et artistes de premier plan.

## Description et événements

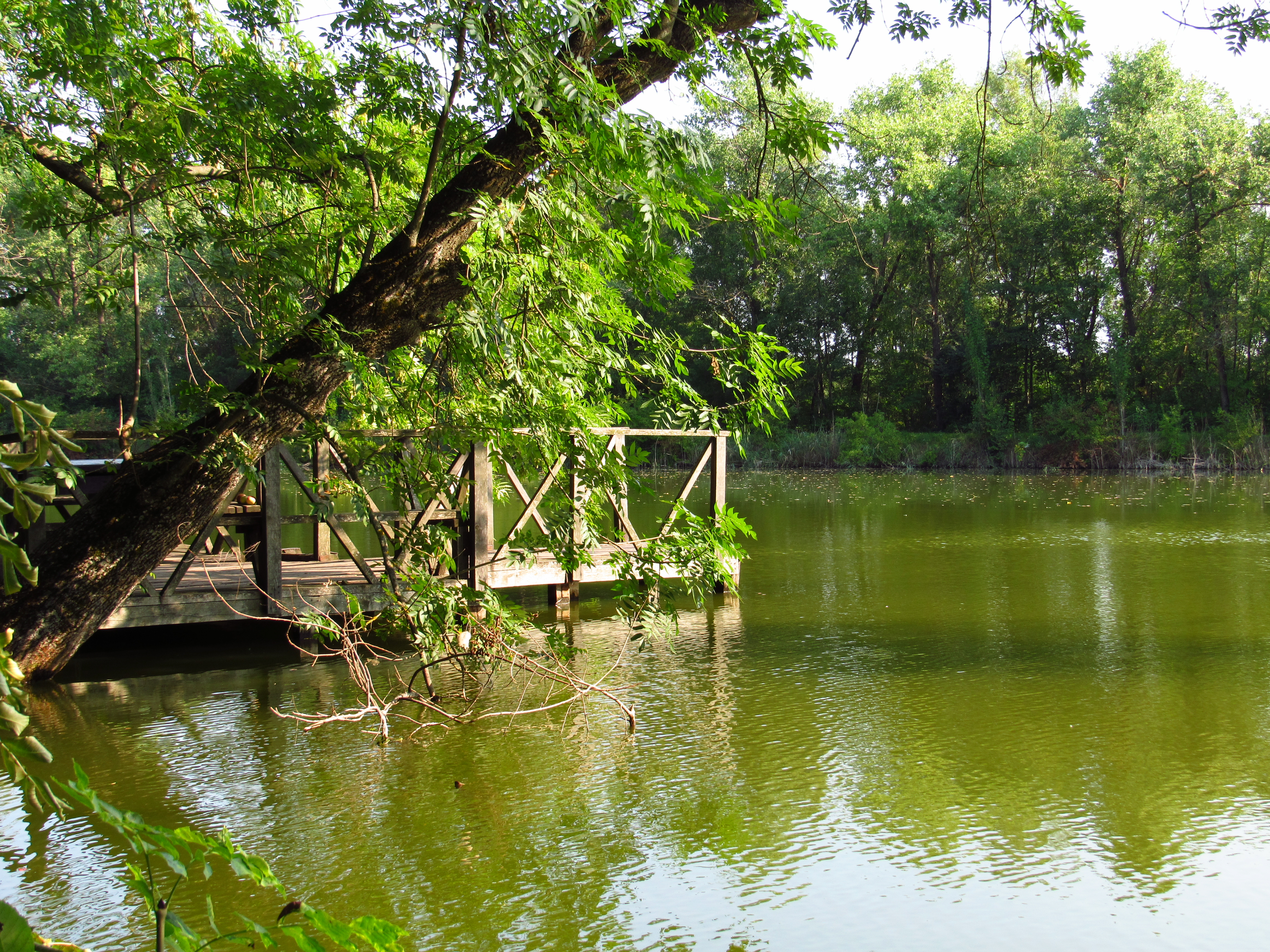

### Le complexe
Le complexe Khoutir Nadia comprend la maison du père Tobilevitch, un bâtiment commémoratif, le musée littéraire-mémorial, un parc, une zone d'architecture paysagère de 11 ha, un étang et un buste de Karpenko-Kary. Le festival de théâtre traditionnel Les joyaux de septembre s'y tient régulièrement.
Le musée contient environ 2 000 pièces, dont beaucoup appartiennent à Tobilevitch - Tarkovsky Arseny Aleksandrovitch.
Le cimetière de Karlyuzhynskii, à proximité, contient les sépultures d'Ivan Karpovich et de sa famille.

### Les joyaux de septembre
Le festival de théâtre annuel Les joyaux de septembre est inauguré en 1970 à l'occasion de la célébration du 125e anniversaire de Tobilevitch. Les plus grands écrivains et travailleurs de théâtre ukrainiens modernes interviennent lors de ce festival, et il est devenu pan-ukrainien en 1990.

### Tourisme
Chaque année, Khoutir Nadia accueille plus de 4 000 visiteurs de différentes régions d'Ukraine et de l'étranger. Bien qu'il n'ait pas fait partie de la liste finale, il figure parmi les nommés pour être l'une des sept merveilles de l'Ukraine.